# Benoit Koukébéné
Né le 22 février 1943 à Loubetsi, district de Kibangou dans le Niari, Benoit Koukébéné est un homme politique congolais.
Il est membre de l'Union Panafricaine pour la Démocratie et le Progrès Social, dont il est aussi l'un des vice-présidents.
De juin 1993 à octobre 1997, il a été Ministre des Hydrocarbures du Congo. Le Congo lui doit la renégociation des contrats pétroliers avec les firmes internationales opérant dans le secteur, lesquelles négociations, difficiles, aboutirent à la fin des contrats de concession et à la conclusion d'un nouveau partenariat : le contrat de partage de production, avec 33 % pour l'État congolais.

## Cursus universitaire
- Ingénieur pétrolier de l'IFP, Institut français du pétrole
- DEA de Mathématiques

## Carrière politique
- Ministre des hydrocarbures de juin 1993 à octobre 1997
- Conseiller aux hydrocarbures du Premier Ministre Alphonse Souchlaty-Poaty en 1990 et 1991
- Président de l'APPA (Association des Producteurs de Pétrole Africains) en 1997
- Président de TELEMA depuis 2006.

## Carrière professionnelle
- Directeur de recherche en Production Pétrolière de la Société Nationale de Pétrole : Hydro-Congo de 1990 à 1991
- Membre du comité des experts de l'APPA
- Président du conseil d'administration de la CORAF (Congolaise de Raffinage) de 1993 à 1997
- Membre du conseil d'administration de la BEAC Congo (Banque des États de l'Afrique Centrale) agence du Congo de 1993 à 1997.

## Décorations et titres honorifiques
- Chevalier de l'ordre du Mérite congolais
- Officier de l'ordre du Mérite congolais
- Grand officier de la Légion d'honneur française, par le président Jacques Chirac